# Warburgiella leucocytus
Warburgiella leucocytus är en bladmossart som beskrevs av B. C. Tan, W. B. Schofield och Helen Patricia Ramsay 1998. Warburgiella leucocytus ingår i släktet Warburgiella och familjen Sematophyllaceae. Inga underarter finns listade i Catalogue of Life.